# Franz Ibl
Franz Ibl (* 12. Oktober 1860 in Rakonitz; † 19. November 1908 in Hallein) war ein österreichischer Montanist.

## Leben
Nach dem Schulbesuch studierte Ibl an der Technischen Hochschule in Prag und wechselte dann an die Bergakademie Příbram. Seine praktische Ausbildung erhielt er als Bergeleve ab 1884 in der Saline Dürnberg und dann im benachbarten Salzbergwerk Hallein u. a. als Sudhüttenverwalter. 1889 ging er nach Hallstatt. 1896 kehrte Ibl nach Hallein zurück, wo er Verwalter und später Oberverwalter wurde, bevor er zum k. k. Bergrat und letztendlich 1906 zum Vorstand der Salinenverwaltung in Hallein ernannt wurde. In seiner Amtszeit führte er Modernisierungen der Salinetechnik durch, ließ das E-Werk und mehrere Arbeiterwohnhäuser errichten.